# Mesure (Einheit)
Mesure war ein französisches Volumenmaß für vorrangig trockene Waren wie Salz.
- Salz 1 Boisseau (Scheffel) = 6 Mesure[1]
- 1 Mesure = 109 1⁄3 Pariser Kubikzoll = 2 1⁄6 Liter

Als Ölmaß war es ein kleines Maß in der Maßkette, wenn die Barile als Volumenmaß und nicht als Gewichtsmaß verwendet wurde.
- Ölmaß 1 Barile = 2 Giarri = 8 Quartane = 96 Quartucci = 192 Mesure = 1694 Pariser Kubikzoll = 33,59 Liter
- 1 Mesure = 0,17495 Liter